# Yongqin (sockenhuvudort i Kina, Heilongjiang Sheng, lat 47,54, long 125,80)
Yongqin (kinesiska: 永勤, 永勤乡) är en sockenhuvudort i Kina. Den ligger i provinsen Heilongjiang, i den nordöstra delen av landet, omkring 210 kilometer norr om provinshuvudstaden Harbin. Antalet invånare är 20 618. Befolkningen består av 10 075 kvinnor och 10 543 män. Barn under 15 år utgör 12,0 %, vuxna 15-64 år 80 %, och äldre över 65 år 6,0 %.
Runt Yongqin är det ganska tätbefolkat, med 139 invånare per kvadratkilometer. Närmaste större samhälle är Fengchan, 10,3 km norr om Yongqin. Trakten runt Yongqin består till största delen av jordbruksmark.
Genomsnittlig årsnederbörd är 857 millimeter. Den regnigaste månaden är juli, med i genomsnitt 268 mm nederbörd, och den torraste är januari, med 6 mm nederbörd.